# Мегалиты Стеннеса
Мегалиты Стеннеса (англ. Standing Stones of Stenness) — кромлех эпохи неолита на Мейнленде, самом большом острове в архипелаге Оркнейских островов, Шотландия. Расположен на юго-западном мысу между озёрами Лох-оф-Стеннес и Лох-оф-Харрей. Памятник включён в список Всемирного наследия ЮНЕСКО как один из четырёх в объекте Памятники неолита на Оркнейских островах.
В 1,2 км к северо-западу находится Круг Бродгара, чуть восточнее — памятники Мейсхау и Барнхауз, в 3 км к западу — гробница Анстен, а в 10 километрах к северо-западу — Скара-Брей.
Название Стеннес происходит из древненорвежского языка и означает «каменная межа (поля)».

## Описание
Камни представляют собой тонкие плиты толщиной около 300 мм. Четыре из них, высотой до 5 метров, первоначально являлись элементами эллиптического кромлеха из 12 камней диаметром около 32 метров, сооружённого на ровном участке диаметром 44 метра, окружённой рвом. Ров углубляется в скалистую почву на глубину 2 метра, ширина его составляет 7 метров, он был окружён земляной насыпью с одним проходом с северной стороны. Вход обращён к неолитическому поселению Барнхауз, обнаруженному невдалеке от озера Лох-оф-Харрей. Камень Уотч-Стоун (Watch Stone) расположен вне круга, к северо-западу. Его высота составляет 5,6 метров. Другие, меньшие, камни включают квадратную каменную конструкцию в центре круглой платформы, где были обнаружены кремированные останки костей, уголь и керамика, а во рву вокруг были обнаружены кости животных. Обнаруженная здесь же керамика обладает сходством с керамикой, найденной в Скара-Брей и Мейсхау, таким образом, мегалиты Стеннеса датируются как минимум 3000 г. до н. э.

## Мегалиты и местные традиции
В XVIII в. с памятником были связаны местные традиции и ритуалы. Жители ошибочно связывали памятники с культами скандинавских богов. В 1814 г. памятник посетил Вальтер Скотт. Помимо него, многие историки зарисовывали памятник и записывали связанные с ним местные предания. В одном из камней, известном как «Камень Одина», было пробито круглое отверстие; камень использовали местные жители для своеобразного обряда обручения, когда обручённые брали друг друга за руки через это отверстие. Камень использовался и в других церемониях.
В декабре 1814 г. капитан У. Маккей, незадолго до того переехавший на Оркнейские острова и владевший фермой вблизи камней, решил снести их, поскольку был недоволен тем, что местные жители часто ходили по его земле с целью участия в ритуалах вокруг камней. Он начал с того, что разбил камень Одина. Это вызвало скандал и власти остановили его после того, как он успел разрушить один камень и опрокинуть ещё один.
Опрокинутый камень был поднят в 1906 г., и в то же время была проведена реконструкция памятника — как оказалось впоследствии, неточная.